# L'ossessione di Maddie
L'ossessione di Maddie (The Wrong Student) è un film televisivo del 2017, diretto da David DeCoteau. Si tratta del terzo film della serie The Wrong iniziata dal regista nel 2016 con Il terrore al piano di sopra.

## Trama
Kelly Halligan si trasferisce con la nipote diciassettenne da New York in California per iniziare un'attività imprenditoriale. Quando la nipote cerca di entrare nella squadra di calcio, le due hanno modo di conoscere Dominic, il giovane e bello allenatore della squadra, e Maddie, una studentessa alquanto instabile. Tra Dominic e Kelly inizia una storia d'amore ostacolata però da Maddie che, diventata talmente ossessionata dal suo nuovo allenatore, procede con ogni mezzo per sabotarla.